# Aleksandr Novikov (cầu thủ bóng đá)
Bản mẫu:Eastern Slavic name
Aleksandr Aleksandrovich Novikov (tiếng Nga: Александр Александрович Новиков; sinh ngày 12 tháng 10 năm 1984) là một cầu thủ bóng đá người Nga. Anh thi đấu cho Yenisey Krasnoyarsk.